# Oswald-von-Nell-Breuning-Schule (Rödermark)
Die Oswald-von-Nell-Breuning-Schule (kurz: Nell-Breuning-Schule oder OvNBS) ist eine integrierte Gesamtschule und Europaschule mit gymnasialer Oberstufe in Rödermark. Sie ist nach dem katholischen Sozialphilosophen Oswald von Nell-Breuning benannt.

## Allgemeines
Die Schule wurde im Jahr 1970 zunächst als reine Mittelstufenschule (Klassen 5–10) gegründet. Seit 1994 verfügt sie zusätzlich über eine gymnasiale Oberstufe.
Das Schulgebäude wurde in den Jahren 1969–1975 erbaut, die Turnhalle entstand 1969. Das Schulgelände ist 40.710 m² groß. Wegen erhöhter PCB-Werte wurde die Schule in den Jahren 1996–2000 umfassend saniert. Weitere Sanierungsarbeiten erfolgten in den Jahren bis 2005. Ab Mai 2010 ist ein Erweiterungsbau für Ganztagsangebote errichtet worden, der am 13. Dezember 2011 eingeweiht wurde.
Die Nell-Breuning-Schule ist die einzige weiterführende Schule in Rödermark. Als Angebotsschule steht sie auch Schülern aus anderen Wohnorten zur Verfügung.
Mit ca. 1700 Schülerinnen und Schülern (Stand: Schuljahr 2009/2010), davon ca. 300 in den Jahrgangsstufen 11–13, und 130 Lehrern ist sie eine der größten Schulen im Umkreis. Als Europaschule ist sie ein Vorbild für die Gesamtschulen in Hessen und in ganz Deutschland.
Bei der Gründung hatte die Schule den Namen Rodgau-Schule, benannt nach dem historischen Rodgau, einem Teil des mittelalterlichen Maingaus. Wegen der Verwechslungsgefahr mit der Nachbarstadt Rodgau wurde der Name geändert.

## Profile
Die Oswald-von-Nell-Breuning-Schule hat im Gegensatz zu vielen Gymnasien ab der 12. Klasse so genannte Profile. Hier werden nicht nur zwei Leistungskurse (LK) ausgewählt, sondern ein Profil, welches fächerübergreifend mit zwei „nicht-LK“-Fächern in Verbindung steht. So ist zum Beispiel bei dem Profil Naturphilosophie Physik als LK1 ausgewählt. Dazu gehören Englisch und Religion bzw. Ethik. Diese drei Fächer stärken sich gegenseitig, indem in Englisch viel physikalisches Englisch unterrichtet wird und in Religion bzw. Ethik die Folgen der physikalischen Forschung aufgezeigt werden.
Ähnlich ist es auch mit dem Europa-Profil, das hauptsächlich in englischer Sprache unterrichtet wird. Daneben gibt es noch weitere Profile.
Der LK2 ist zu jedem Profil frei wählbar. Für wissenschaftlich-physikalisch Orientierte würde sich also zum Beispiel Mathematik, Biologie oder Chemie anbieten.
Die Arbeit mit Profilen erleichtert den Abiturienten das Arbeiten. Außerdem wird mehr im Klassenverband gearbeitet als bei normalen Gymnasien.

## Oswald-von-Nell-Breuning-Symposium
Gemeinsam mit der Stadt Rödermark veranstaltet die Schule das Oswald-von-Nell-Breuning-Symposium, eine zweitägige Veranstaltung mit wissenschaftlichen Fachvorträgen zu einem gesellschaftspolitischen Brennpunkt. Das Symposium soll Oberstufenschüler, Lehrkräfte und Wissenschaftler miteinander in Kontakt bringen. Gleichzeitig sollen aktuelle wissenschaftliche Erkenntnisse eine breite Öffentlichkeit erreichen.
Bisherige Themen:
- 2002: Wir und das Fremde
- 2005: Nanotechnologie, Gentechnik, Hirnforschung – Machbarkeit und Verantwortung
- 2008: Global Warming. Wie verhindern wir die Klimakatastrophe – Welche Verantwortung haben wir?
- 2012: Medien, Kultur, Gesellschaft – Medieninnovation als Chance
- 2014: Kosmos und Mensch: Weltbilder im 21. Jahrhundert
- 2017: Wem gehört die Welt? – Geopolitik, Macht und Herrschaft im 21. Jahrhundert

## Auszeichnung
Die Oswald-von-Nell-Breuning-Schule wurde von der Robert Bosch Stiftung als eine von 15 Schulen für den Deutschen Schulpreis 2020 nominiert, die Nominierung war mit 5000 Euro dotiert.

## Schüleraustausch
Die Nell-Breuning-Schule pflegt Partnerschaften mit 14 anderen Schulen in elf Ländern. Schüleraustausch-Fahrten führen nach England, Frankreich, Spanien, die Türkei, Schweden, Ungarn, China, Italien und die Vereinigten Staaten. Das Profil „Umwelt und Lebensqualität“, mit dem ersten Leistungskurs Biologie, fährt auf Abschlussfahrt nach Pula in Kroatien zum Besuch einer Meeresfarm, auf der das Verhalten von Lebewesen im Wasser untersucht wird.